# Kuncsorba
Kuncsorba is een plaats (község) en gemeente in het Hongaarse comitaat Jász-Nagykun-Szolnok. Kuncsorba telt 742 inwoners (2002).